# Großer Fluss des Mittelgebirges

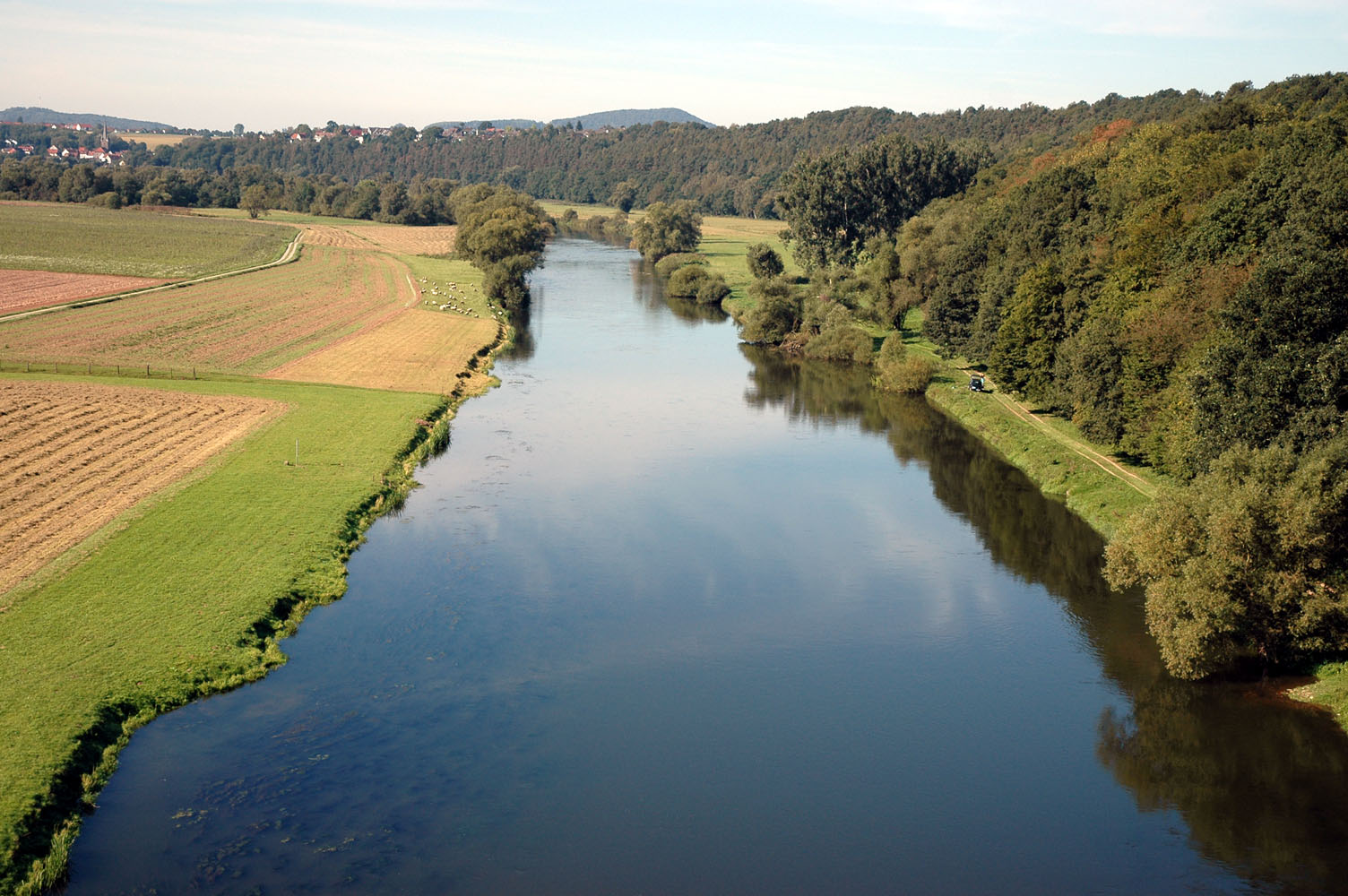
Die Fulda

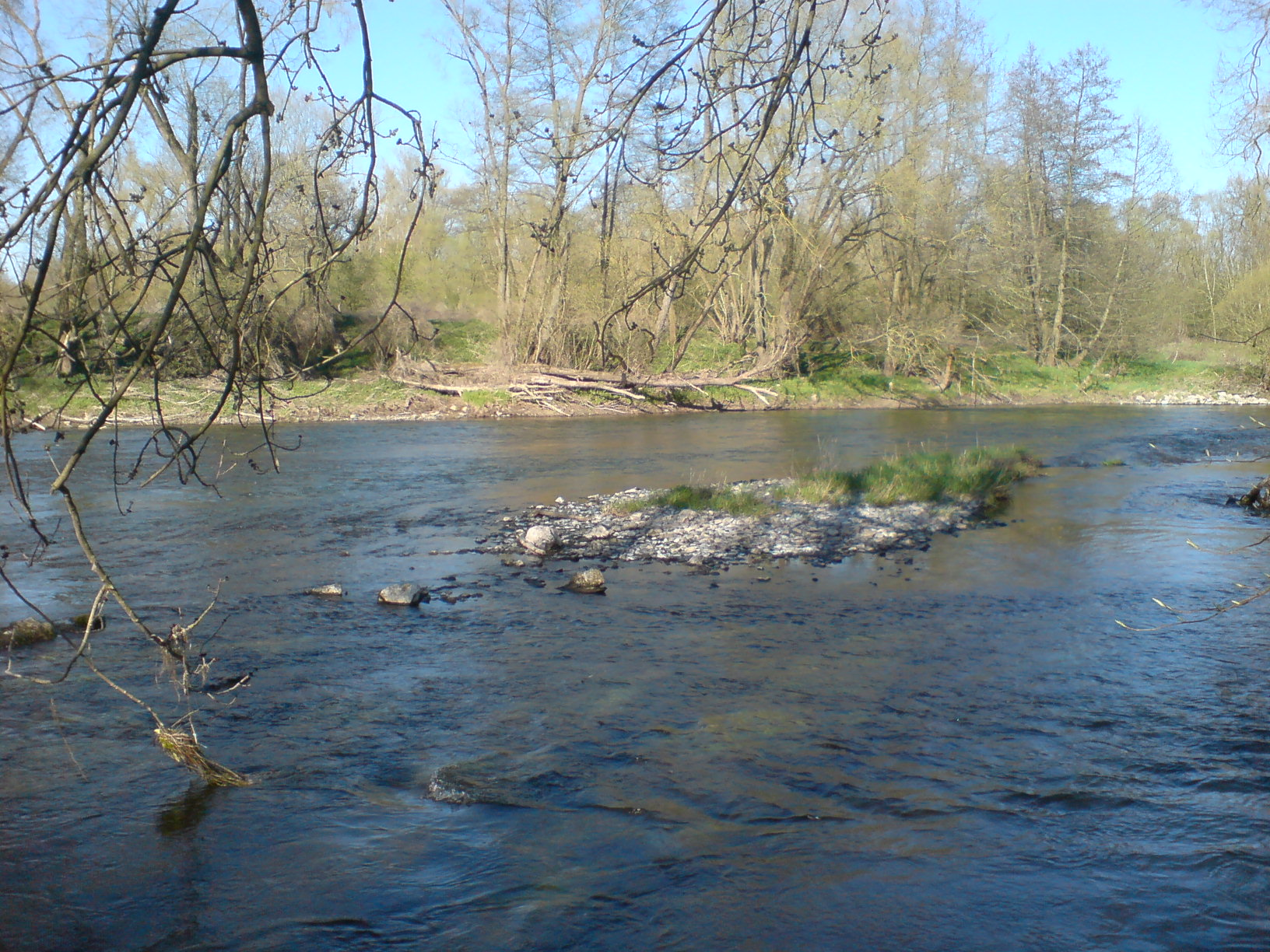
Die Eder mit Kiesbank

Der Typ 9.2 Große Flüsse des Mittelgebirges ist einer der von der LAWA festgelegten Fließgewässertypen.

## Struktur
Die Großen Flüsse des Mittelgebirges zeigen relativ unterschiedliche Erscheinungsformen, da das Gefälle und das Sohlsubstrat stark variieren. Es kommen hauptsächlich Schotter und Kies als Sohlsubstrate vor, daneben existieren aber auch größere sandige oder lehmige Abschnitte. In dem relativ flachen Flusslauf, der einen Wechsel von Bereichen mit schnell- und mit eher langsam strömenden Wasser aufweist, sind in naturnahen Flüssen große, meist vegetationsfreie Kiesbänke vorhanden. Bei heute in Deutschland kaum noch vorhandenen unverbauten Flüssen dieser Art treten immer wieder auch großflächige Laufverlagerungen auf.
Das Einzugsgebiet der Flüsse beträgt zwischen 1.000 und 10.000 km² und liegt damit zwischen dem der Silikatischen bzw. Karbonatischen, fein- bis grobmaterialreichen Mittelgebirgsflüsse und dem der Kiesgeprägten Ströme.

## Flora und Fauna
Die Tier- und Pflanzenwelt der Großen Flüsse des Mittelgebirges ist aufgrund der zahlreichen unterschiedlichen Lebensräume und Strukturen sehr artenreich. Wirbellose wie die Gemeine Kahnschnecke, die Bachmuschel, die Kleine Zangenlibelle und verschiedene Arten von Eintagsfliegenlarven und Köcherfliegenlarven sind ebenso vorhanden wie verschiedene Fischarten, unter anderem Barbe, Gründling, Döbel oder Rotfeder.
Eine der häufigsten Wasserpflanzen in diesen Flüssen sind der Wasserhahnenfuß und häufig gemeinsam mit ihm vorkommende Pflanzenarten wie Wassersterne und Großlaichkräuter. Auch Phytoplankton und Wassermoose sind relativ häufig vorhanden.

## Beispiele
- Ruhr
- Saale
- Jagst

## Quelle
- Steckbrief des Fließgewässertyps 9.2 (PDF; 168 kB) auf wasserblick.net, abgerufen am 13. März 2012